# Lee Kum Kee
Lee Kum Kee International Holdings Ltd. – przedsiębiorstwo spożywcze z siedzibą w Hongkongu, specjalizujące się w produkcji sosu o smaku ostryg oraz szerokiej gamy sosów chińskich i azjatyckich. Zostało założone w 1888 roku przez Lee Kum Sheunga w Nanshui (obecnie Guangdong). Firma produkuje ponad 200 rodzajów chińskich sosów, w tym sos sojowy, sos hoisin, sos XO, sosy dipowe, sosy chilli.

## Historia
Firma ma swoją siedzibę w Hongkongu, lecz jej produkty są sprzedawane w ponad 100 krajach na całym świecie, w tym w Chinach, a także na zagranicznych rynkach takich jak Ameryka Północna, Europa, Azja Południowo-Wschodnia, Australia i Nowa Zelandia. Jej wiodąca marka, Lee Kum Kee jest dobrze rozpoznawalna w Chinach oraz w zagranicznych społecznościach chińskich. W 2004 roku Lee Kum Kee została uznana najbardziej popularną internetową marką na gali Hong Kong Top Brand Awards.
Firmę założył Lee Kum Sheung, kucharz w małej jadłodajni sprzedającej gotowane ostrygi, gdzie według historii wymyślił przepis na sos ostrygowy, obecnie jeden z głównych produktów w ofercie firmy. W 1888 założył firmę Lee Kum Kee aby wprowadzić na rynek swój produkt, który obecnie jest szeroko używany w kuchni południowochińskiej.
W latach 1902–1988 siedziba firmy znajdowała się w Makau, a w 1988 przeniesiono ją do budynku Taipo Industrial Estate w Hongkongu. Firma otworzyła amerykańską siedzibę w City of Industry w Kalifornii w USA, a następnie w kolejną w Ontario w Kanadzie. Obiekty produkcyjne zlokalizowane są w Xinhui, Huangpu, Hongkongu, Malezji oraz Los Angeles. Fabryka w Xinhui, zajmująca powierzchnię 1700 akrów, jest największą fabryką firmy.

## Bezpieczeństwo żywności
W latach 2000–2001 Brytyjska Agencja Standardów Żywności (Food Standards Agency) odkryła, że w wielu markach Chińskich i Południowoazjatyckich sosów, w tym w produktach Lee Kum Kee znajdywały się rakotwórcze związki 3-MCPD oraz 1,3-DCP w ilościach przewyższających normy, które Wielka Brytania i Unia Europejska uważały za bezpieczne. Nadmienić należy, że problem nie dotyczył jedynie Lee Kum Kee, a całego rynku.
Firma odpowiedziała stwierdzeniem, że wszystkie produkty, których dotyczyło badanie, zostały wyprodukowane przed rokiem 1999, czyli datą, kiedy technologia wytwarzania została zmieniona na nowszą. Efektem tego, od 1999 roku produkty firmy nie zawierają DCP. W komunikacie prasowym Lee Kum Kee stwierdziła, że Agencja oczyściła imię firmy w oddzielnym oświadczeniu wysłanym do firm w ciągu 24 godzin od sporządzenia pierwotnego raportu. W oświadczeniu stwierdzono, że "żadne z próbek produktów od czołowych sieci detalicznych nie wywołały powodów do niepokoju o bezpieczeństwo" oraz zaznaczono, że "nie istnieje żaden powód, aby unikać Chińskiego jedzenia".
Lee Kum Kee stwierdziła także, że Rządowy Departament Żywności i Higieny Środowiska Hongkongu (Food and Environmental Hygiene Department of the Government of Hong Kong) wskazał, że wszystkie produkty Lee Kum Kee spełniły standardy bezpieczeństwa co potwierdzono w oddzielnym badaniu.
Dodatkowo, w czerwcu 2001 roku Lee Kum Kee złożyła do Agencji certyfikaty analiz na obecność 3-MCPD, które wykazały, że sos sojowy eksportowany do Europy spełniał wymogi limitów 3-MCPD Unii Europejskiej.